# Рожецкин, Леонид Борисович
Леонид Борисович Рожецкин (1966 — 2008 [пропал без вести, предположительно был похищен и убит]) — российский предприниматель с гражданством США, мультимиллионер. Один из «авторов российской программы приватизации».

## Биография
Родился в Ленинграде в 1966 году, эмигрировал с родителями в США. Окончил с отличием математический факультет Колумбийского университета (штат Нью Йорк, США), получив степень бакалавра в области прикладной математики, затем окончил, также с отличием, Школу права Гарвардского университета (штат Массачусетс, США), получив степень доктора юридических наук. Прошёл курсы английской литературы в Оксфордском университете и французской литературы в Университете Сорбонны.
В 1992 вернулся в Россию и получил должность консультанта Госимущества. В 1995 году вместе с Борисом Йорданом Рожецкин создал банк «Ренессанс Капитал», а два года спустя совместно с другим компаньоном — Джорджем Соросом — выкупил за 1,8 млрд долларов 25 % акций госхолдинга «Связьинвест».
В 1998—1999 годах был членом совета директоров нефтяной компании «Сиданко». Тогда же он приобрел блокирующий пакет акций компании «МегаФон», который в 2003 году перепродал «Альфа-групп». В 2001 году стал советником генерального директора Норильского никеля (ушёл в 2005 году).
В 2006 году российские власти обвинили Рожецкина в мошенничестве, в ответ в 2007 году он подал в американский суд иск против российского министра информационных технологий и связи Леонида Реймана.
16 марта 2008 года исчез из своего особняка в Юрмале (Латвия) при загадочных обстоятельствах. Мать бизнесмена высказывала предположения, что Рожецкина убили «из-за того, что он говорил о коррупции в российском правительстве».
В августе 2012 года в лесу близ латвийского Тукумса был найден разложившийся труп мужчины, в кармане которого находилась пластиковая карта, выпущенная на имя Леонида Рожецкина. Данные экспертизы показали, что ДНК найденного тела идентична ДНК Рожецкина.
По информации «Forbes», которую подтвердили несколько источников, похоронили предпринимателя только 31 августа 2014 года.
Согласно утверждениям бывшего депутата Леонида Маевского, его бизнес-партнер мог быть убит в ходе корпоративного конфликта за крупный пакет акций сотового оператора «Мегафон».

## Личная жизнь
Вдова — Наталья Белова (бывшая модель). Сын — Максимилиан (2005 г.р.)